# DR Baureihe VT 18.16
Дизельный поезд VT 18.16 (с 1970: Серия 175 (BR175), конструкция Гёрлиц) — это моторвагонный подвижной состав (МВПС) c гидравлической передачей 'Schnellverbrennungstriebzug' (SVT) построенный для железнодорожной компании ГДР. Основным предназначением данного типа МВПС при его разработке стала эксплуатации в качестве скорого поезда на международных маршрутах.

## История создания
В 1963 году для обслуживания маршрутов международного класса народным предприятием Вагоностроительный завод Гёрлиц (VEB Waggonbau Görlitz) разработан и построен первый образец дизельного поезда, отвечающий всем современным на тот момент стандартам. Он оснащался двумя дизельными установками в головных вагонах, каждая из которых развивала мощность 900 л. с. Максимальная скорость для созданного прототипа составила 160 км/ч, что и дало название серии VT 18.16. (VT (Verbrennungstriebwagen) моторный вагон с 12-цилиндровым дизельным двигателем общей мощностью 1800 л. с. и максимальной скоростью 160 км/ч). Однако для серийного производства мощность двигателей увеличили до 1000 л. с. и запас хода по топливу на максимальной скорости составил 1000 км. Поезд-прототип имел отличные от серийных поездов окраску, остекление кабины, вентиляционную решетку над сцепным устройством особой формы. В дальнейшем данный состав модернизировался: изменена окраска кузова и форма воздухозаборной решетки на серийные. В эксплуатации находился до 1977 года. Всего было построено восемь поездов, а также шесть дополнительных промежуточных вагонов (VMe) и два вагона с дизельными установками (VTa 09/10, позже 175 017 и 019).

### Производственные номера выпущенного подвижного состава
DR VT 18.16 01 a/b — VT 18.16 08 a/b, резервные промежуточные вагоны VT 18.16 09 a, VT 18.16 10 a
DR 175 001—175 016, резервные промежуточные вагоны 175 017, 175 019
DB 675 015—675 016 (номера головных вагонов последнего из эксплуатировавшихся поездов)

## Основные технические характеристики

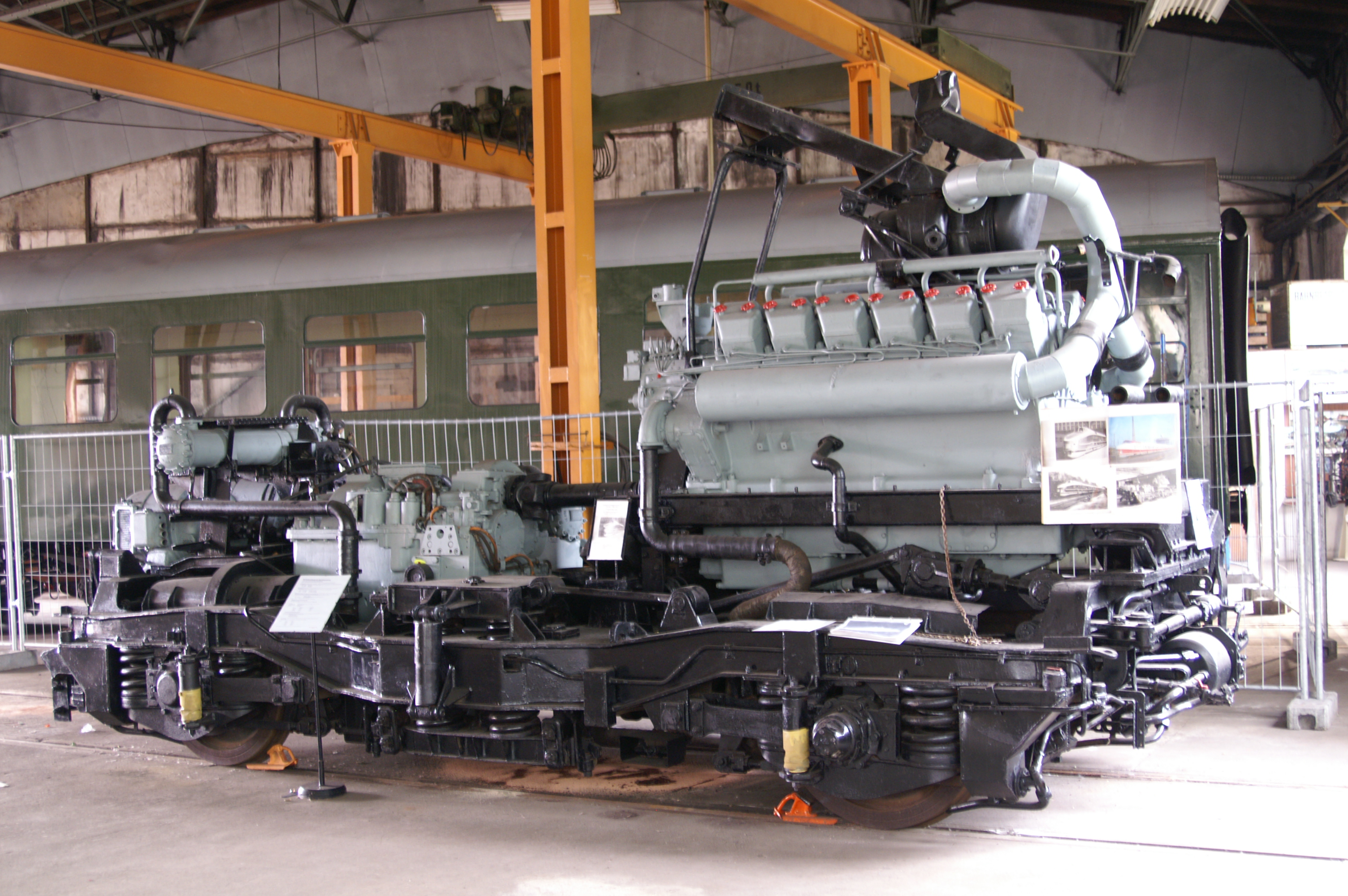
Тележка моторного вагона с дизельным двигателем и гидротрансформатором, Музей в г. Хемнице, Германия

За основу конструкции поезда серии VT 18.16 был взят довоенный прототип поезда DRG 137 155 (VT 137). Головные вагоны получили дизельные установки KVD 18/21 типа 12 от народного предприятия моторостроения Йоганишталь в Берлине (VEB Motorenwerk Johannisthal (MWJ)), которые хорошо себя зарекомендовали на локомотивах серии 180. В предсерийном образце устанавливались двигатели мощностью 900 л. с., а на серийных — модернизированные до 1000 л. с. (736 кВт). Для передачи крутящего момента использовался трёхступенчатый гидротрансформатор L 306 RT австрийской компании Voith. Вся силовая установка — двигатель и гидротрансформатор — были смонтированы на передней поворотной тележке головного вагона по принятой на то время схеме. Такая компоновка силового агрегата обеспечивала поезду из четырёх вагонов с двумя головными моторными максимальную скорость 160 км/ч.

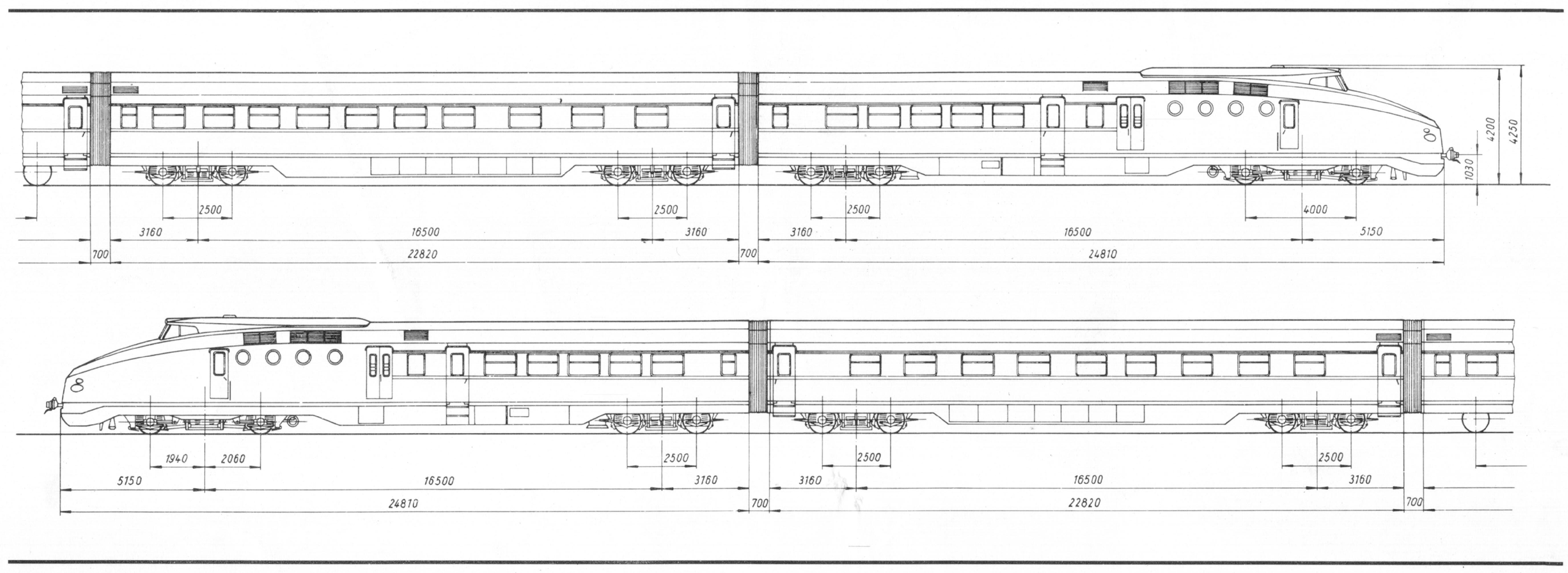
Чертеж общего вида дизельного поезда номер 175 015-1/175 016-5

## Пассажировместимость
| Тип вагона               | Сидений в отсеке | 4 вагонный    | 4 вагонный | 5 вагонный    | 5 вагонный | 6 вагонный    | 6 вагонный |
| Тип вагона               | Сидений в отсеке | Число отсеков | Всего мест | Число отсеков | Всего мест | Число отсеков | Всего мест |
| ------------------------ | ---------------- | ------------- | ---------- | ------------- | ---------- | ------------- | ---------- |
| Первый класс             | 6                | 9             | 54         | 9             | 54         | 9             | 54         |
| Купе второго класса      | 8                | 3             | 24         | 12            | 96         | 21            | 168        |
| Второй класс общий вагон | 28               | 2             | 56         | 2             | 56         | 2             | 56         |
| Вагон-ресторан           | 23               | 1             | 23         | 1             | 23         | 1             | 23         |
| Всего                    |                  |               | 157        |               | 229        |               | 301        |

## Регулярные маршруты
Дизель-поезд VT 18.16 была разработан для обеспечения  международных перевозок проходящих по территории ГДР маршрутов. Технический уровень этого типа состава был сравним с таковым у дизель-поезда VT 11.5, обслуживавшего сеть маршрутов TEE (Trans Europa Express) в ФРГ. Подвижной состав VT 18.16 стал наиболее комфортным типом поездов в ГДР, обслуживание в котором находилось на более высоком уровне, чем в других поездах DR. Дизель-поезда VT 18.16 обеспечивали международные маршруты в Скандинавию, Австрию и Чехословакию.
Основными международными маршрутами, которые обслуживали поезда VT 18.16 были:
| Название маршрута              | Пункты назначения                                           | Протяженность, км | Время в пути, ч | Период существования маршрута |
| ------------------------------ | ----------------------------------------------------------- | ----------------- | --------------- | ----------------------------- |
| Berlinaren (Королевская линия) | Берлин-Мальмё                                               | 474               | 8               |                               |
| Neptun                         | Берлин-Копенгаген (С паромной переправой Варнемюнде-Гедзер) | 431               | 8               |                               |
| Vindobona                      | Берлин-Прага-Вена                                           | 737               | 12              |                               |
| Karlex                         | Берлин-Карлсбад                                             | 422               | 8               |                               |
| Karola                         | Лейпциг-Карлсбад                                            | 240               | 4,5             |                               |
| Внутренний маршрут             | Берлин – Магдебург                                          | 148               | 2,5             | 1962-1963                     |
| Внутренний маршрут             | Берлин – Баутцен                                            | 217               | 3               |                               |

### Маршрут Vindobona
В 1957 году началось сообщение поездов между Берлином и Веной через Дрезден и Прагу, как продолжение маршрута Берлин — Прага, открытого в декабре 1950. Эти экспрессы использовались преимущественно жителями Западного Берлина и скандинавских стран, а также дипломатами при транзите через ГДР.
Для обслуживания маршрута Vindobona применялись дизель-поезда. Между железными дорогами тех стран, по которым пролегал маршрут, было заключено соглашение о поочередном обслуживании DR, ČSD и ÖBB. Один раз в два года поочередно проводилась ротация железнодорожного предприятия. Первый раз DR предоставила для использования довоенные скоростные дизель-поезда модельного ряда Гамбург. С 1960 по 1962 обслуживание осуществлялось Чехословацкими железными дорогами, а с 1962 по 1964 австрийской федеральной.
С 1964 по 1966 по маршруту экспресса сообщение осуществляют чехословацкие поезда, а с 1967 — DR. До 1979 года дизель-поезда VT 18.16 с перерывом 1969—1972 работали на маршруте. Поскольку австрийская сторона не могла выставить подвижной состав с требуемым для такого международного экспресса скоростью и качеством обслуживания, им приходилось выплачивать компенсацию DR.
Однако в конце 70-х годов в связи с увеличением объёма перевозок поезда данной серии все меньше стали удовлетворять параметрам маршрута Vindobona. Последний раз поезд VT 18.16 обслуживал маршрут до Вены в 1979 году. И хотя для обслуживании стали привлекались другие поезда, но всё равно VT 18.16 остался синонимом для экспресса маршрута Vindobona. К середине 80-х поезда постепенно были сняты с международных маршрутов и оставались на обслуживании внутренних перевозок. Последними международными маршрутами, где применялся VT 18.16, оставались Karlex и Karola, а внутренними Вокзал Зоологический сад Берлин — Центральный железнодорожный вокзал Лейпцига, а также экспресс Берлин — Баутцен.

## Окончание эксплуатации

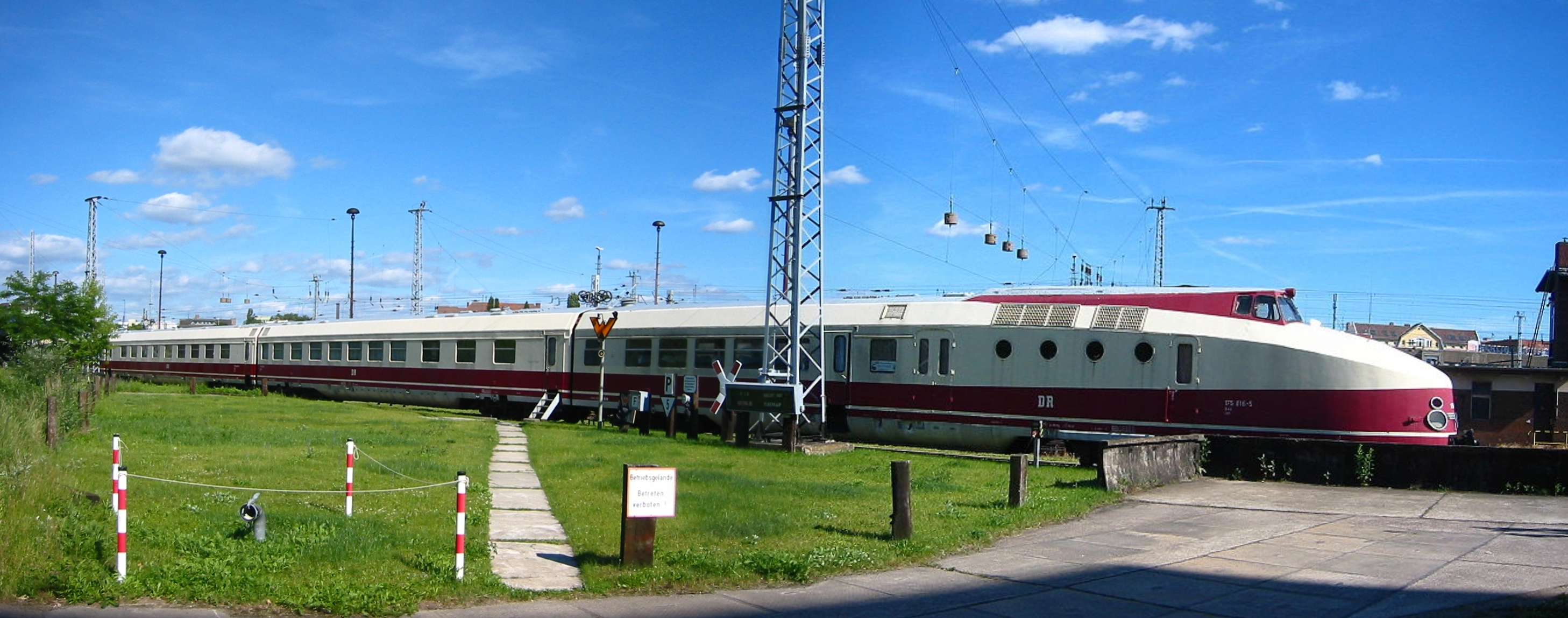
Дизель-поезд VT18.16 на Восточном вокзале в Берлине

В начале 90-х остался единственный поезд, который мог эксплуатироваться (вагоны 175 019, 313, 413, 014, 509 и 511). Он стал музейным поездом DR. В 1992 он получил новую серию — 675 и эксплуатировался DB до 2003 как ретропоезд. В апреле 2003 года был проведен прощальный ретротур по странам Европы. После истечения срока эксплуатации в июне 2003 года поезд был передан в музей DB в Нюрнберге
. Этот состав долгое время стоял на тупике станции Берлин Остбанхоф, после этого он был переведен в город Кетцин в Бранденбурге. В 2018 году поезд стал экспонатом тематической выставки "ТЕЕ встречает "Vindobona"", где внешне восстановленные вагоны 175 019 (VTa 18.16.10) и 175 313 (VMc 18.16.07) были представлены рядом с соответствующим дизель-поездом серии 601 (Транс-Европа-Экспресс - TEE) железнодорожной компании ФРГ. В том же году в Саксонии была создана общеполезная компания "SVT Görlitz gGmbH", состоящая из волонтёров, с целью восстановления работоспособности. 23 марта 2019 этот шестивагонный состав был переведен из Лихтенфельса (Бавария) в депо Дрезден Алтштадт, где компания арендовала цех для выполнения работ капитального ремонта. Цель проекта "Поезд для центральной Германии" ("Ein Zug für Mitteldeutschland") состоит не только в техническом восстановлении состава, также предполагаются социальные аспекты — такие, как соединение народов и культур. В 2023 году планируются первые рейсы ретропоезда по историческим маршрутам. 
Ещё один поезд с головными вагонами 175 015—016 в нерабочем состоянии передан союзу железнодорожников DB Stiftung Bahn-Sozialwerk (BSW) и находится на вокзале Берлин-Лихтенберг. Третий поезд с головными вагонами 175 005—006 (бывший поезд молодёжного клуба «Эрнст Тельман» — «центра молодёжного строительства электрифицированных железных дорог») был передан в железнодорожный музей Chemnitz-Hilbersdorf для переоборудования. 

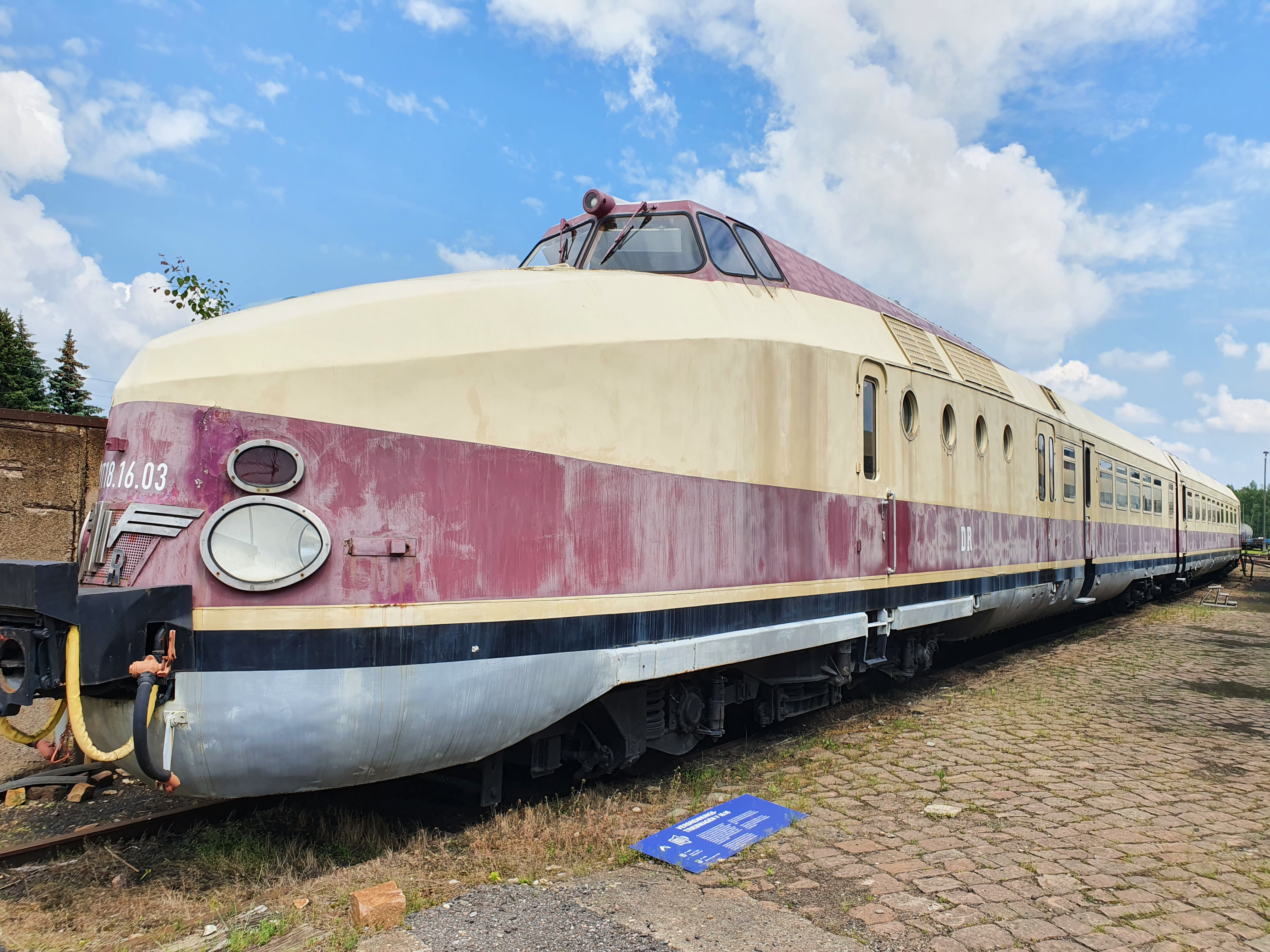
DR Baureihe VT 18.16 в саксонском музее в Хемнице

Сведения об остальных поездах практически отсутствуют. Нет уверенных данных о списании в металлолом поездов с головными вагонами 175 009—012. Некоторое время пятый поезд 175 009—010 (и VMd 175 407) стоял в Velten — однако, уже в 1995 в вагонах были выбиты окна и наблюдались следы ржавчины на кузовах вагонов.

## Дизель-поезд VT 18.16 как железнодорожная модель
В период с 2000 по 2007 японской фирмой и немецкой KRES были созданы точны модельные копии дизель-поездов VT 18.16 в масштабах H0, N (KATO) и TT (KRES).

### Масштаб H0
| Номер вагонов           | Цвет            | Производитель модели | Артикул №   | Год выпуска | Ток/управление                 | Наименование поезда                 | Изображение |
| ----------------------- | --------------- | -------------------- | ----------- | ----------- | ------------------------------ | ----------------------------------- | ----------- |
| VT18.16.05 a/b          | красный/бежевый | Kato                 | 73319 73322 | 2007        | Пост. ток Пост. ток/Цифр. звук | DR (ГДР), 4 вагона 'Vindobona'      |             |
| VT18.16.07 / VT18.16.10 | красный/бежевый | Kato                 | 73308 73309 | 2001        | Пост. ток Перемен. ток         | DB AG Поезд музей, 4 вагона         |             |
| 175 005-8 / 175 006-6   | красный/бежевый | Kato                 | 73304       | 2001        | Пост. ток                      | DR (ГДР), 4 вагона 'Ernst Thälmann' |             |
| 175 011-6 / 175 012-4   | красный/бежевый | Kato                 | 73303       | 2007        | Пост. ток                      | DR (ГДР), 4 вагона                  |             |
| 175 015-7 / 175 016-5   | красный/бежевый | Kato                 | 73300 73301 | 2000        | Пост. ток Перемен. ток         | DR (ГДР), 4 вагона                  |             |

### Масштаб TT
| Номер вагонов         | Цвет            | Производитель модели | Артикул № | Год выпуска | Наименование поезда                            | Изображение |
| --------------------- | --------------- | -------------------- | --------- | ----------- | ---------------------------------------------- | ----------- |
| 175 005-8 / 175 006-6 | красный/бежевый | KRES                 | 1815      | 2007-       | DR (ГДР), 4 вагона 'Jugendclub Ernst Thälmann' |             |
| 175 011-6 / 175 012-4 | красный/бежевый | KRES                 | 1814N     | 2010-       | DR (ГДР), 4 вагона                             |             |
| 175 015-7 / 175 016-5 | красный/бежевый | KRES                 | 1814      | 2007-2009   | DR (ГДР), 4 вагона                             |             |
| VT18.16.01 a/b        | красный/бежевый | KRES                 | 1811      | 2007-       | DR (ГДР), 4 вагона Прототип 1963 года          |             |
| VT18.16.05 a/b        | красный/бежевый | KRES                 | 1813      | 2007-       | DR (ГДР), 4 вагона                             |             |
| 675 014-5 / 675 019-4 | красный/бежевый | KRES                 | 1816      | 2010-       | DB AG, 4 вагона Состав 1992/93 года            |             |

### Масштаб N
| Номер вагонов           | Цвет            | Производитель модели | Артикул №   | Год выпуска    | Наименование поезда                              | Изображение |
| ----------------------- | --------------- | -------------------- | ----------- | -------------- | ------------------------------------------------ | ----------- |
| VT18.16.01 a/b          | красный/бежевый | Kato                 | 73706       | 2004-          | DR (ГДР), 4 вагона                               |             |
| VT18.16.07 / VT18.16.10 | красный/бежевый | Kato                 | 73704       | 2004-          | DB AG Поезд музей, 4 вагона                      |             |
| 175 005-8 / 175 006-6   | красный/бежевый | Kato                 | 73702       | 2002           | DR (ГДР), 4 вагона 'Ernst Thälmann'              |             |
| 175 011-6 / 175 012-4   | красный/бежевый | Kato                 | 73708       | 2005           | DR (ГДР), 4 вагона                               |             |
| 175 015-7 / 175 016-5   | красный/бежевый | Kato                 | 73700 73707 | 2003-2004 2004 | DR (ГДР), 4 вагона DR (ГДР), 4 вагона Цифр. Звук |             |

## Дизель-поезд VT 18.16 изображения на марках
В 1970 к 25-летию создания народной полиции в ГДР была издана серия марок. На марке достоинством 20 пфеннигов изображен полицейский на фоне головного вагона дизель-поезда VT 18.16.
В 1985 изображение VT 18.16 появилось на марках Буркина Фасо и Гвинеи (серии приуроченные к 150-летию железной дороги в Германии), в 1999 году на марках Мадагаскара, Бутана, Гвинеи, Мозамбика и в 2000 г. Гренады